# 祖利奧·艾卡
祖利奧·安祖·艾卡（西班牙語：Julio Andrés Arca，1985年2月18日—），是一名阿根廷足球運動員。他是前阿根廷U20隊長。由於他持有意大利護照，所以他不用另外批准就可以在歐盟國家上陣。他是一名左閘或進攻中場。

## 球員生涯
新特蘭
艾卡在2000年以350萬鎊從阿根廷球會加盟，簽約五年。他在首次上陣主場對便取得入球。
他以前無論在國家青年隊或是球會都是以左閘上陣，但是在領隊列特的轉型下成了左中場。他在當時為球隊第二昂貴收購，並被認為快會成為阿根廷國家隊成員。
在首季，艾卡為取得三個入球。但是，在2001-02球季，他長期受傷，自二月起便沒有上陣，球隊亦最後降班。
在英冠的球季，艾卡共上陣54場，並協助球隊以英冠冠軍姿態升班，但球隊最終再次降班。
米杜士堡
艾卡在2006-07球季時以175萬鎊加盟，簽約五年，成為領隊第一宗收購。
可是，艾卡在第一場比賽早段便因腳趾受傷，及後的冒起，他開始以進攻中場上陣。他在2006年12月在對的比賽中取得首個入球。
在2008年1月，他接替成新隊長，但是在幾場比賽後就被所取代。
他雖加盟米杜士堡，但仍深受新特蘭球迷喜愛，在2007年蒂斯-威爾打比在河畔球場受傷離場時，作客新特蘭球迷仍對他表示支持。
2011年夏季艾卡約滿後一度離隊，於7月返回米杜士堡隨隊操練，於8月12日與球會簽署兩年新約繼續留效。

## 榮譽
阿根廷U20
- 2001：世界青年足球錦標賽 冠軍

新特蘭
- 2004/05：英格蘭足球冠軍聯賽冠軍

## 外部連結
- 足球数据库：艾卡的球员统计数据